# Citroën ZX

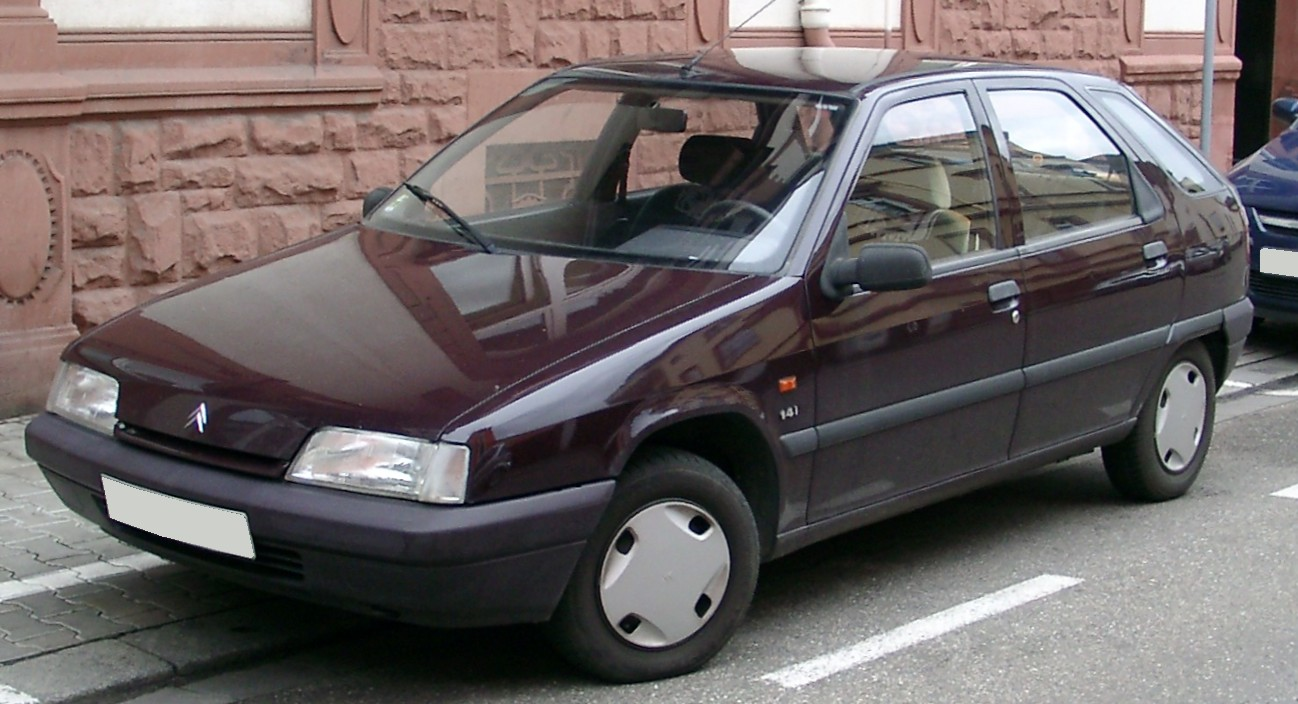
Citroën ZX de la primera serie.

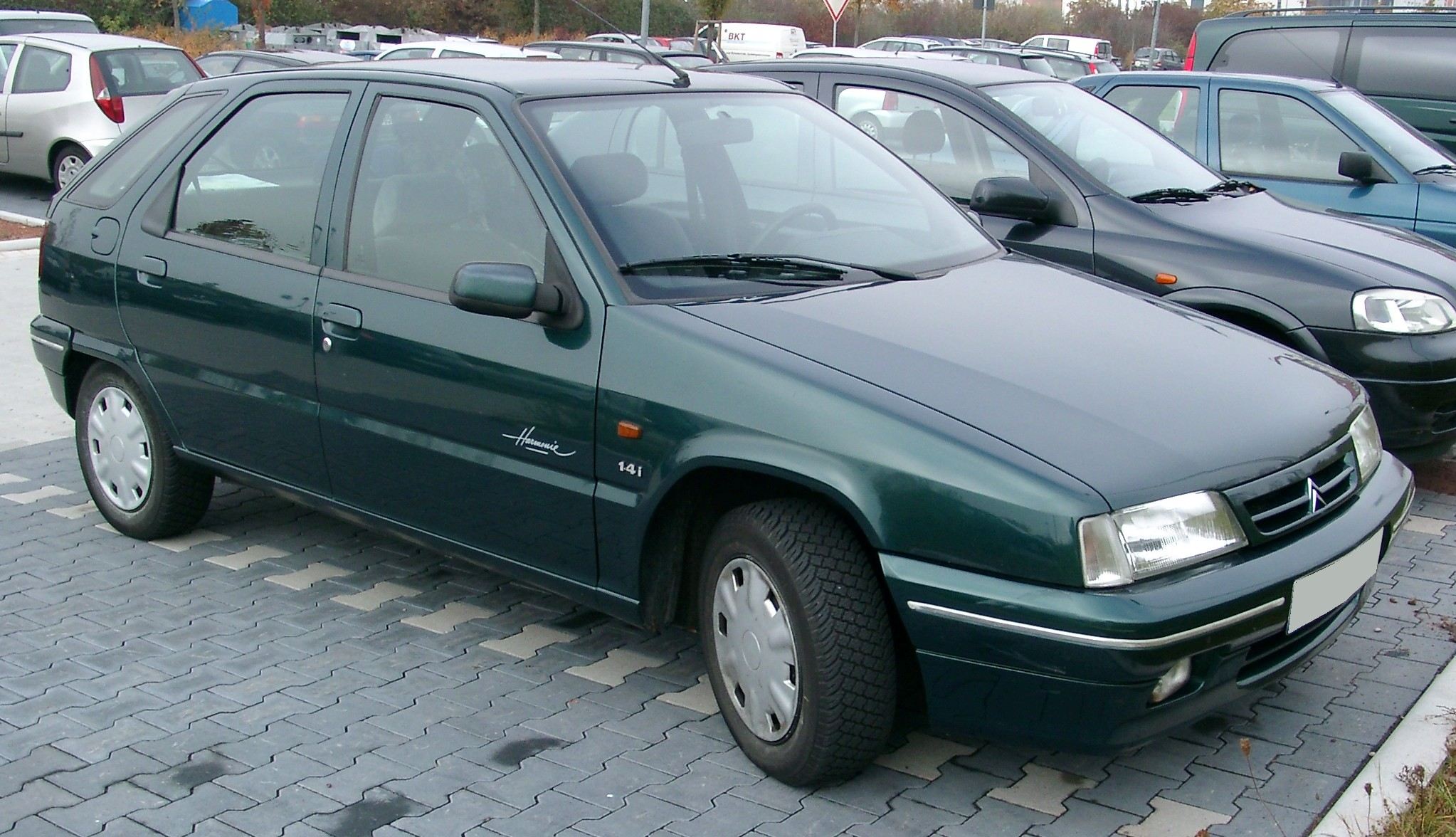
Citroën ZX de la segunda serie.

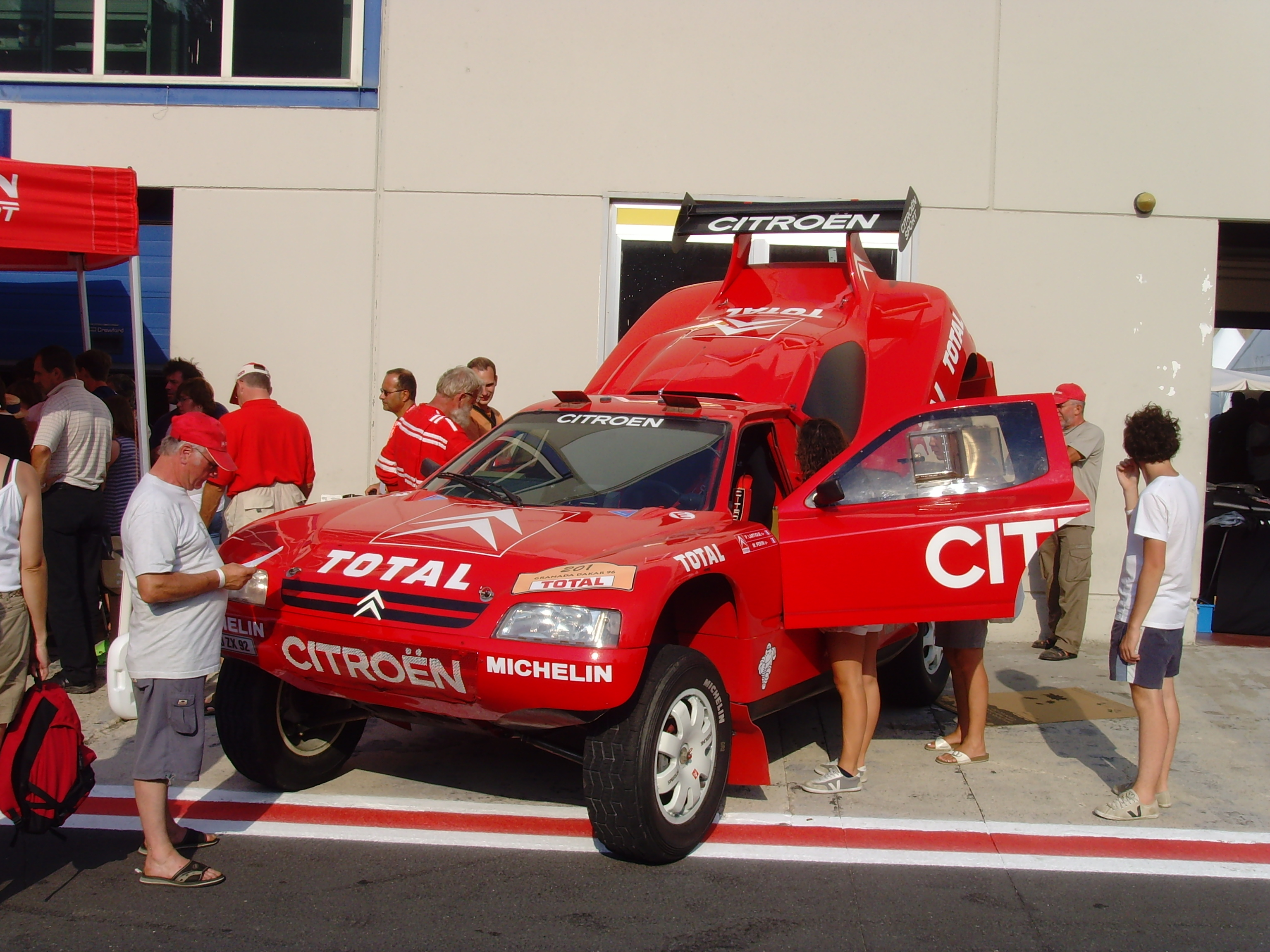
Citroën ZX Rally Raid.

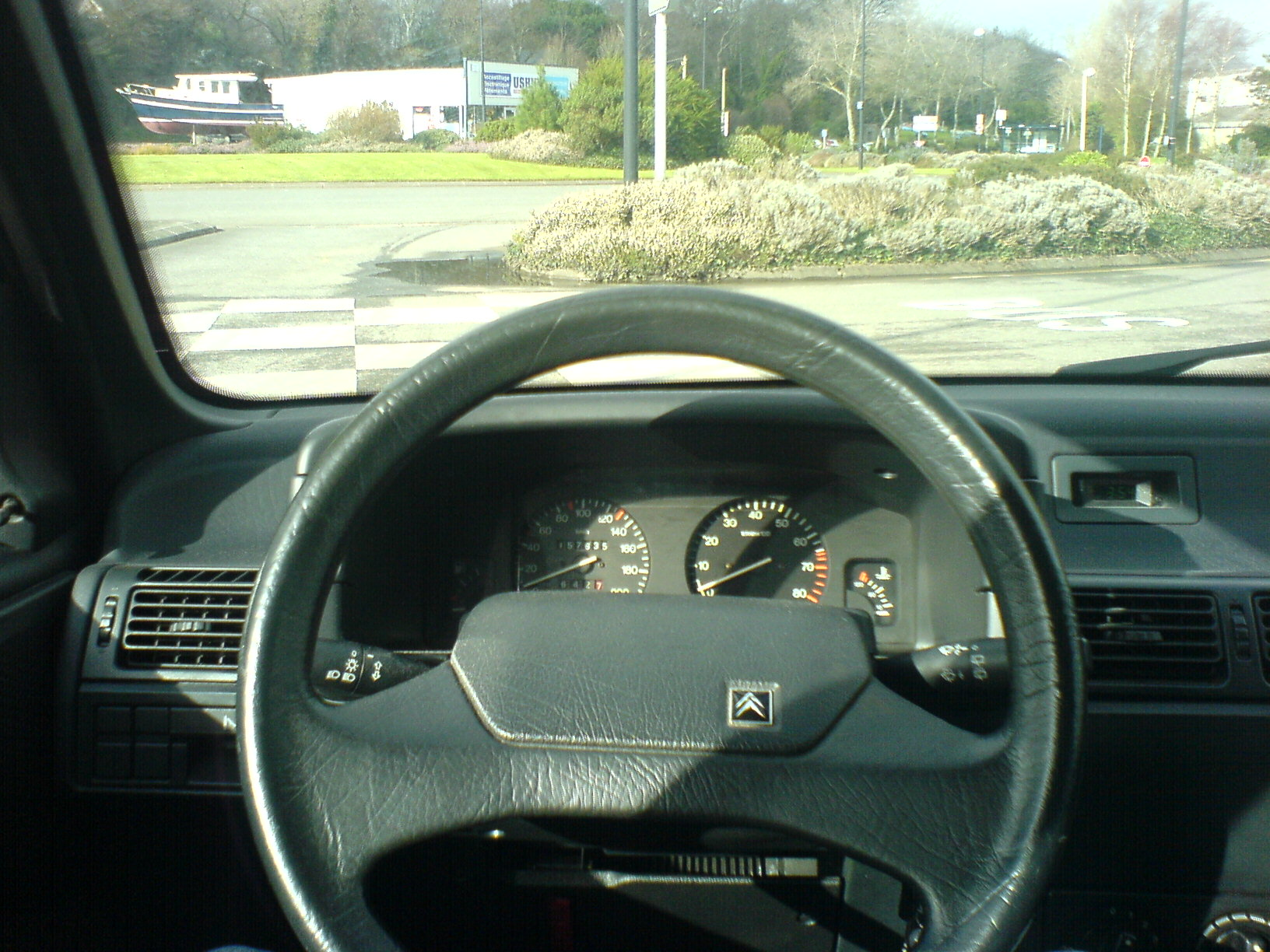
Cuadro de mandos del ZX

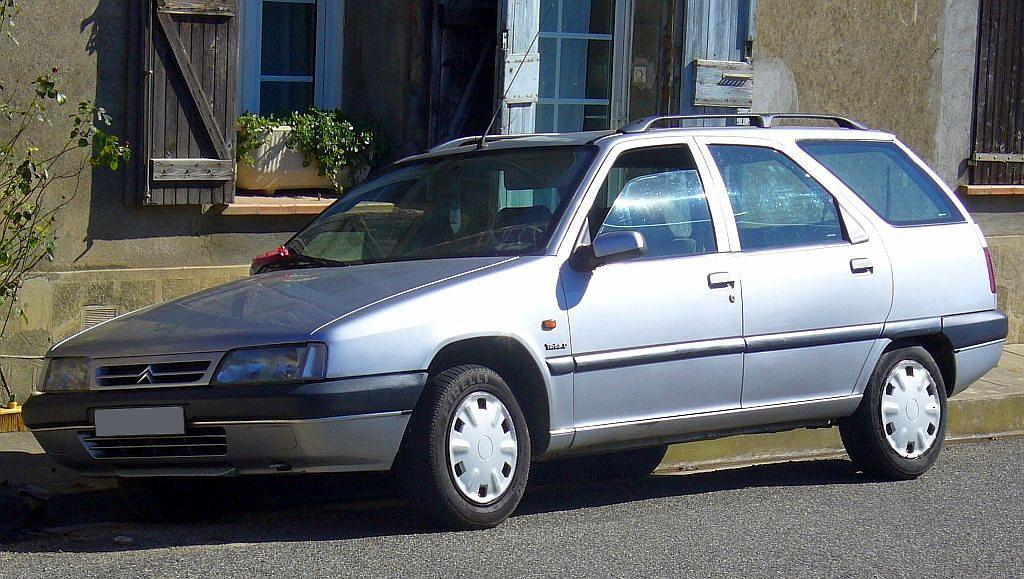
Citroën ZX Break

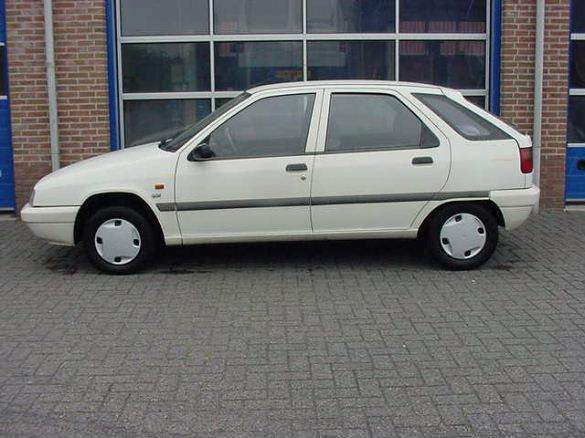
ZX diésel

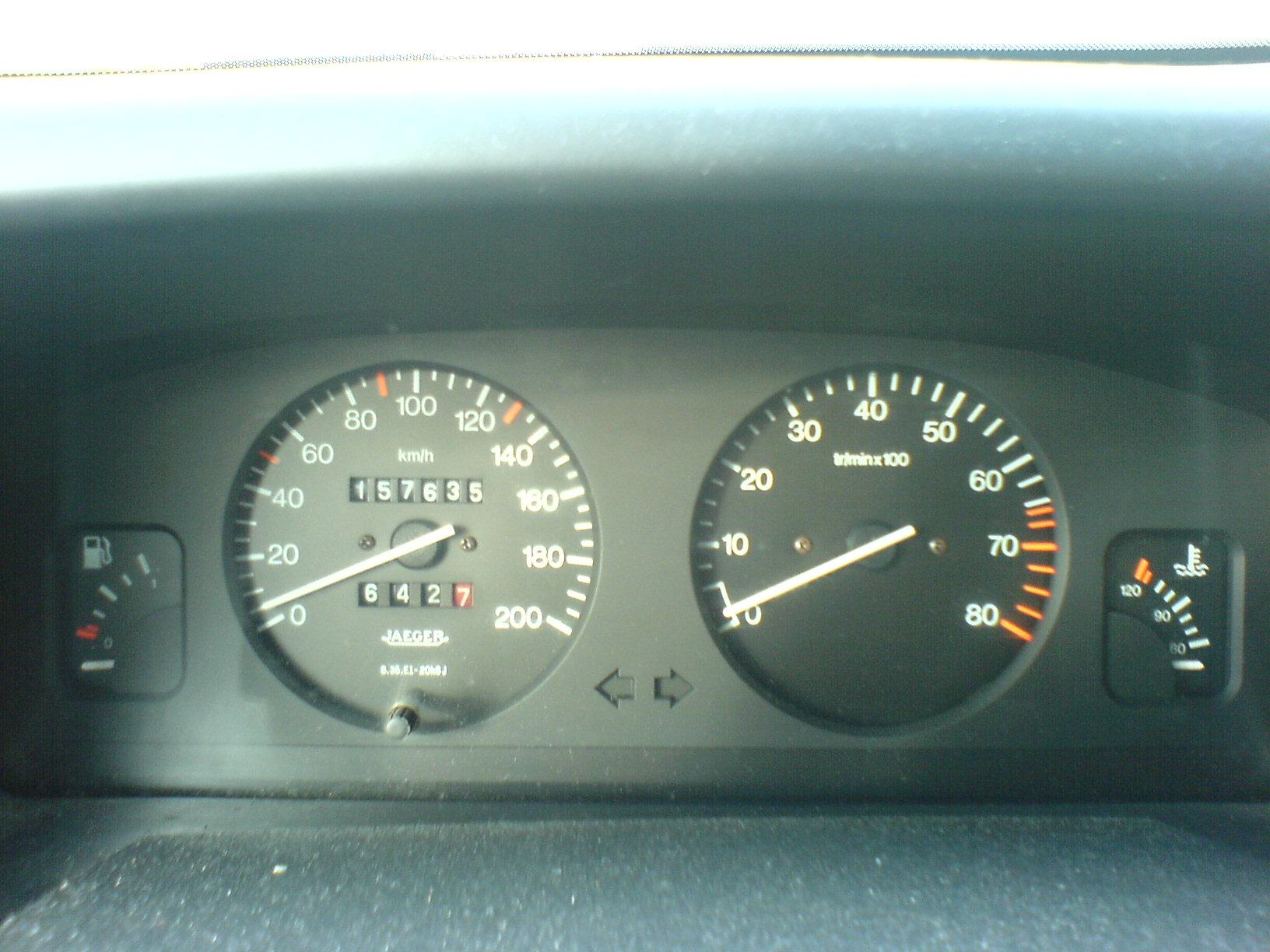
Velocímetro de un Citroën ZX

El Citroën ZX es un automóvil del segmento C producido por el fabricante francés Citroën. Fue lanzado el 16 de marzo de 1991 y ocupó el hueco que existía en la gama entre el Citroën AX y el Citroën BX. Estuvo en el mercado durante seis años, hasta 1997, año en que fue sustituido por el Citroën Xsara.
A principios de la década de 1990, el ZX fue la entrada de Citroën en la clase tradicionalmente dominada en Europa por el Ford Escort y el Opel Astra, un segmento de mercado que Citroën había abandonado brevemente con la desaparición del GSA en 1986.
Antes de su lanzamiento fue introducido en competiciones de rally raid arrasando en varios eventos, como la Baja Aragón de 1990 o el París-Dakar. Su finalidad era publicitar el nuevo modelo, aunque mecánicamente el coche de competición y el que se vendió en los concesionarios fueran completamente diferentes.

## Desarrollo
El trabajo en este proyecto ZX (Proyecto N2) había comenzado ya en 1986 y el coche era similar al Citroën GS en talla, pero completamente diferente en su concepción. Donde el GS empleaba suspensión hidroneumática autorregulable, el ZX montaba una suspensión delantera tipo MacPherson y barras de torsión en la trasera, y a diferencia del GS, en algunos modelos se montaba un sistema servoasistido y de antibloqueo que facilitaba la labor de frenado (siempre con el motor en marcha, de lo contrario, los frenos ya no están asistidos). Los tambores traseros eran estándar en los modelos comunes y con discos en los de alta gama.
El mencionado proyecto N2 fue elaborado por Bertone en colaboración con el Centro de Diseño de Vélizy. Llegado 1986, el mismo Bertone creó un prototipo, esta vez basándose en algunas de las características del BX. Bertone también trabajó en el diseño de los interiores del N2, pero su propuesta fue calificada de simplista para un modelo de gama media. La que finalmente se eligió fue la del Centro de Vélizy, la cual satisfacía convenientemente lo que la dirección solicitaba.
Otra propuesta de Vélizy, esta vez creada por Donato Coco, quien estaba a cargo del proyecto del ZX y quien sería también responsable del sucesor del ZX, es decir, el Citroën Xsara.
Solamente un modelo de carrocería estaba disponible en el momento del lanzamiento: un cinco puertas con portón trasero, pero pronto se amplió la gama para incluir una variante de tres puertas y un vehículo comercial.
En 1993, se hizo un prototipo presentado por Sbarro nombrado ZX Onyx. También hubo una variante descapotable que solo quedó en prototipo el Citroën ZX Vent d'Ouest presentado en 1994.

## Historia

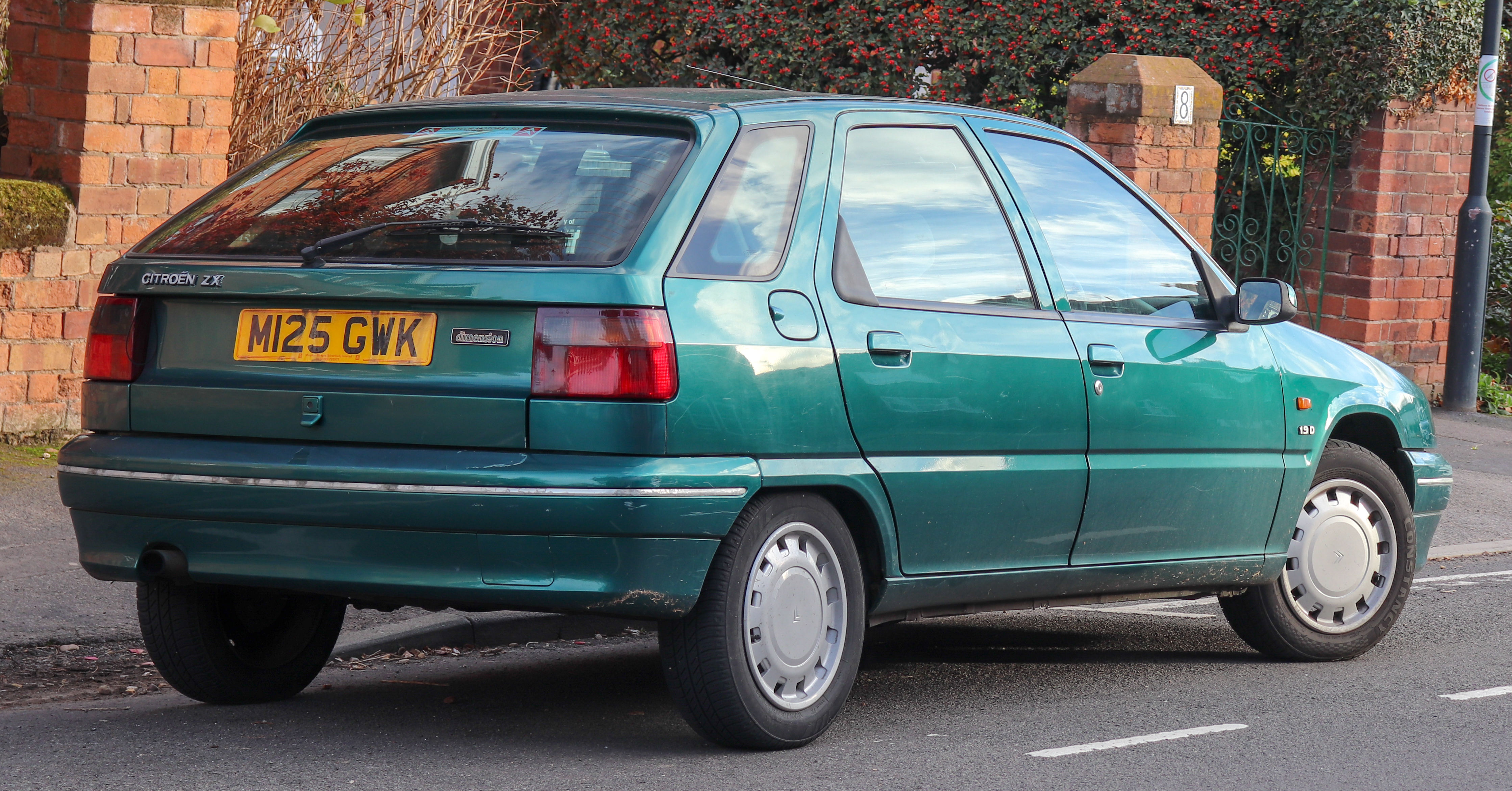
Citroën ZX Dimension (cinco puertas, fase 2)

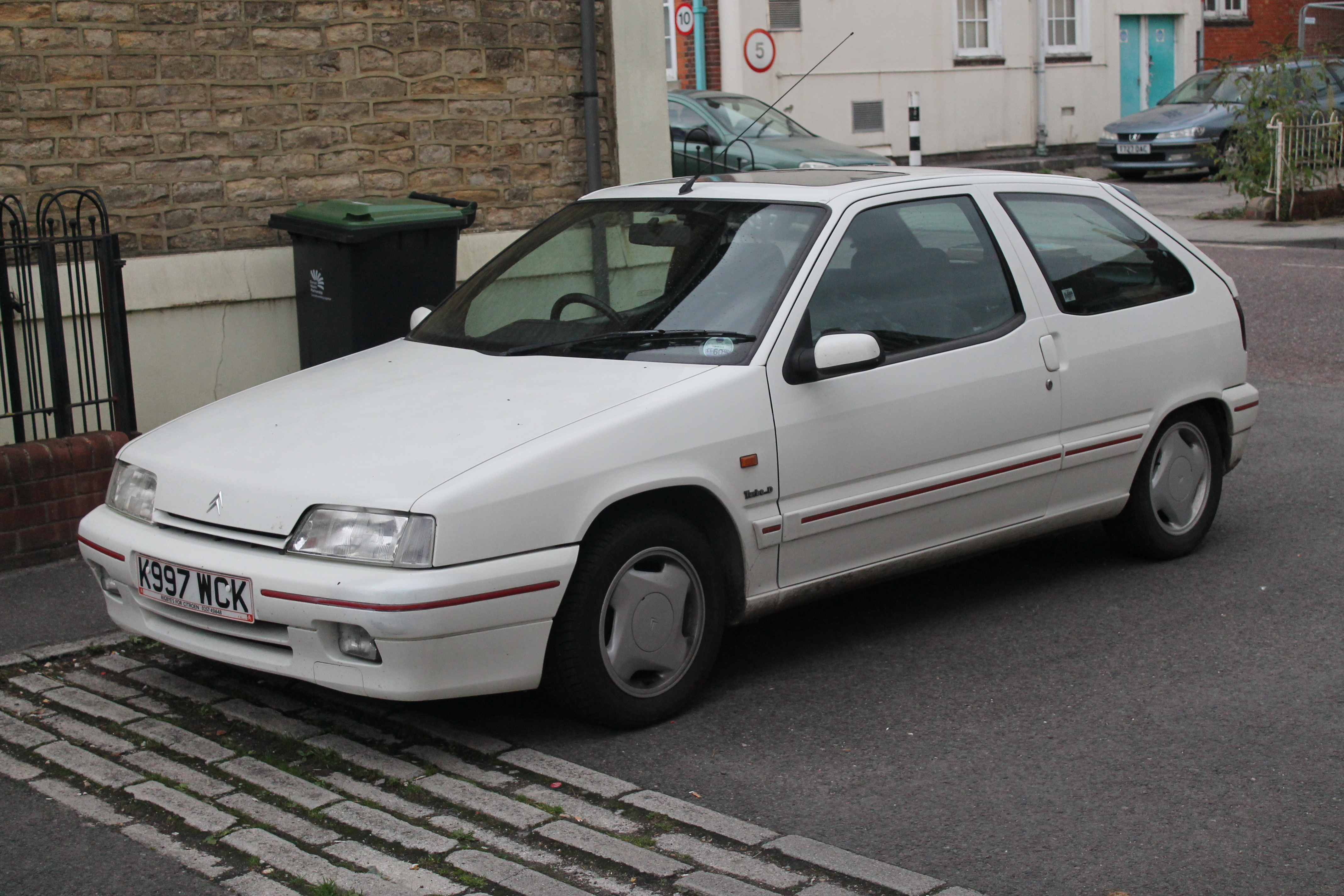
Citroën ZX Volcane (tres puertas, fase 2)

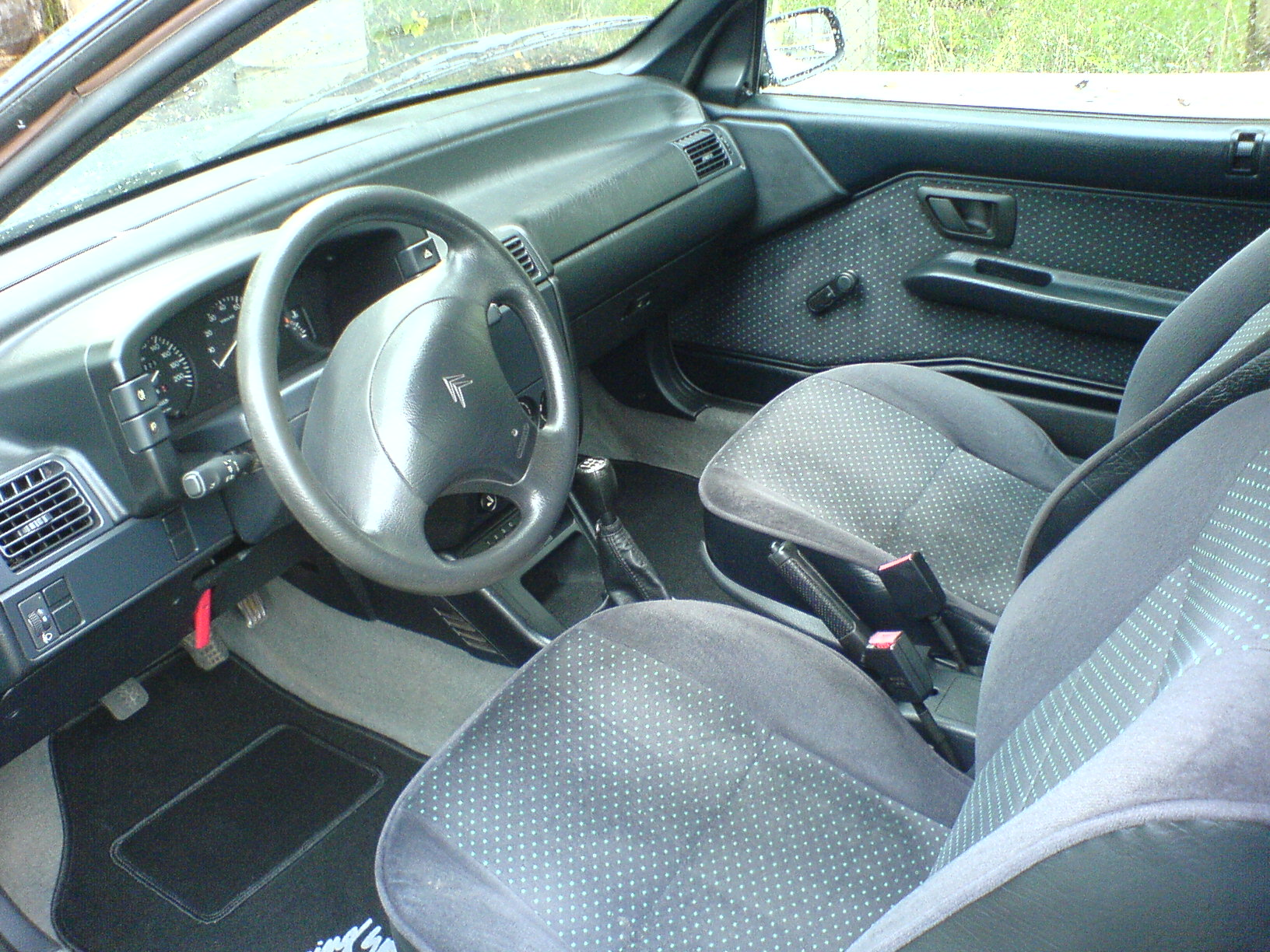
Interior

El Citroën GS, lanzado en 1970, fue un modelo innovador y radical en el mercado de los coches familiares pequeños, obteniendo el premio al Coche del Año en Europa. En 1979, se renovó e incorporó un hatchback que lo transformó en el GSA.
Sin embargo, el éxito del BX, de mayor tamaño, tras su lanzamiento en 1982 fue tal que PSA decidió retrasar el lanzamiento de un sustituto inmediato del GSA cuando este finalmente se discontinuó en 1986. Se inició el desarrollo de un nuevo hatchback del segmento C, cuyo lanzamiento original como Citroën FX estaba previsto para principios de la década de 1990.
Lanzado en marzo de 1991, el ZX no sustituyó a ningún modelo en su lanzamiento, ya que fue el primer vehículo compacto comercializado por Citroën desde el GS. De esta forma, Citroën ofreció una alternativa al Renault 19, el Peugeot 309, el Volkswagen Golf, el Fiat Tipo y el Ford Escort. El objetivo de ventas del vehículo es de 230.000 unidades al año, la mitad de las cuales se exportan.
Aunque la versión Rally Raid del ZX debutó en 1990, el ZX se lanzó oficialmente en los mercados continentales con volante a la izquierda el 16 de marzo de 1991, y las ventas en Gran Bretaña comenzaron en mayo de ese mismo año, inicialmente solo con motores de gasolina. El ZX diésel salió a la venta más tarde, en 1991. El ZX se benefició de su lanzamiento al mercado unos meses antes que la nueva versión del Opel/Vauxhall Astra.
El objetivo de ventas era de unos 230.000 vehículos al año, de los cuales la mitad se venderían fuera de Francia.
Salió a la venta en Nueva Zelanda a principios de 1993, como un cinco puertas con motor 1.6 Aura o Turbodiésel, y unas semanas después se incorporaron los modelos diésel atmosférico y Volcane GTi (1.9). La gasolina sin plomo de Nueva Zelanda era de bajo octanaje, por lo que inicialmente solo se ofrecían vehículos sin catalizador.

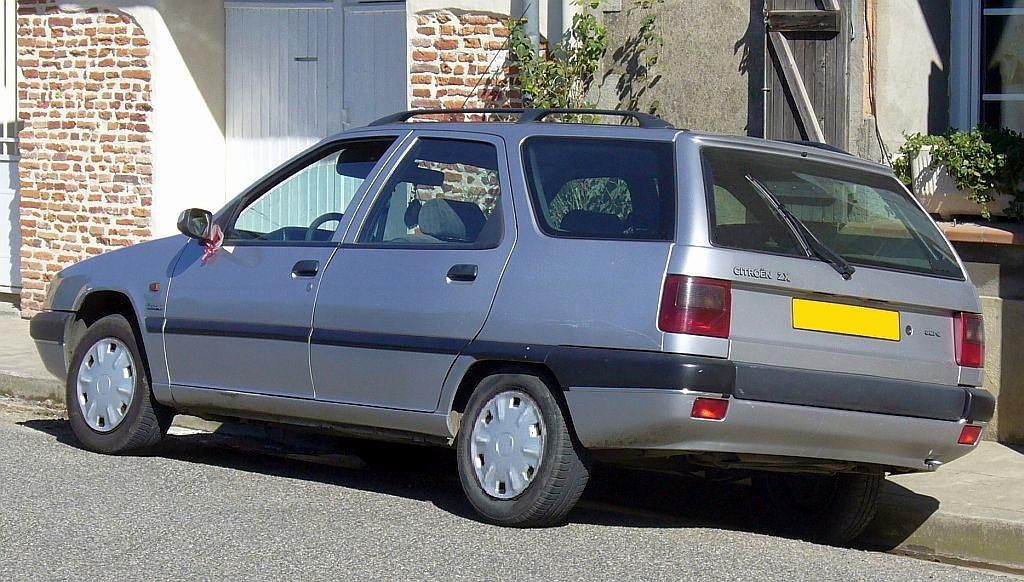
Citroën ZX familiar

En enero de 1994, se estrenó la versión familiar del ZX, que salió a la venta en mayo, seguida poco después por una renovación a mitad de ciclo.
Los primeros ejemplares del ZX se fabricaron en 1990, y el modelo de Rally Raid de tres puertas fue el ganador del París-Dakar, que comenzó justo después de Navidad. Los primeros prototipos del ZX debutaron en la Baja Aragón el 20 de julio de 1990. La resistencia aerodinámica oscilaba entre 0,30 y 0,33 Cds.
El lanzamiento del ZX marcó el regreso de Citroën al segmento C del mercado automovilístico. Había descontinuado el GSA en 1986 sin un sustituto inmediato, en gran parte debido al éxito del BX, de mayor tamaño. Sin embargo, Citroën decidió descontinuar progresivamente el BX entre 1990 y 1993, lanzando inicialmente un modelo más pequeño y luego añadiendo uno más grande (el Xantia) a su gama.
El espacio interior y la relación calidad-precio del ZX recibieron elogios de la crítica y los consumidores. Cabe destacar la inusual disposición de los asientos traseros: el banco trasero estaba montado sobre una plataforma deslizante que permitía desplazarlo hacia atrás para aumentar el espacio para las piernas, o hacia adelante para aumentar el espacio de carga o inclinar el respaldo. Desafortunadamente, solo los respaldos se abatían hacia adelante en los modelos equipados con esta característica; los modelos de menor especificación ofrecían mayor capacidad de carga, ya que el cojín del asiento trasero se plegaba, permitiendo que el respaldo quedara completamente plano. Las especificaciones del ZX eran buenas para su categoría; la mayoría de los modelos incluían dirección asistida, elevalunas eléctricos, techo corredizo eléctrico, airbag del lado del conductor (y, en ocasiones, del lado del pasajero) y sistema de frenos antibloqueo como equipamiento opcional o de serie. Sin embargo, mantuvo un precio competitivo, a diferencia del Volkswagen Golf Mark III, cuyo precio era superior cuando se lanzó en agosto de 1991.
La conocida gama de motores PSA impulsaba las ruedas delanteras de un chasis de diseño aparentemente convencional. En la parte delantera, se instalaba un sistema de suspensión MacPherson estándar con barra estabilizadora, mientras que en la trasera se utilizaba la configuración de brazos de arrastre/barra de torsión totalmente independientes de PSA Peugeot-Citroën, introducida por primera vez en el Peugeot 305 familiar.
Sin embargo, los ingenieros de chasis de PSA emplearon características inusuales, como la dirección pasiva en las ruedas traseras para inducir un subviraje por compliancia mediante bujes de diseño especial en la suspensión trasera. Con un kilometraje elevado, esto tiende a desgastar los bujes de montaje del eje, lo cual se soluciona fácilmente. Los amortiguadores traseros fueron desarrollados y fabricados internamente.

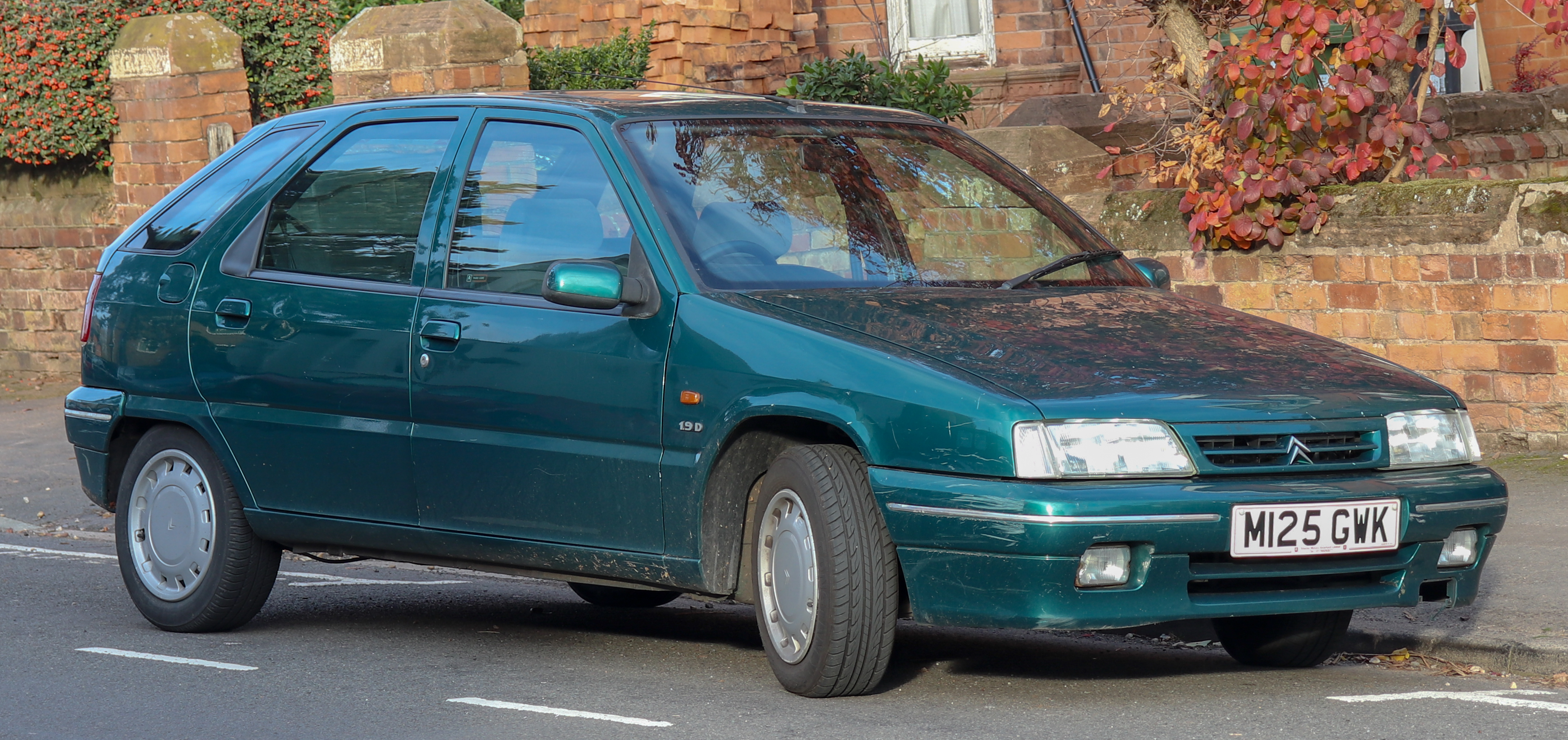
1994 Citroën ZX (cinco puertas, fase 2)

También es propenso al desgaste de los cojinetes del brazo de arrastre del eje trasero, que luego desgastan los tubos del eje del brazo de arrastre, lo que requiere una reconstrucción costosa o un conjunto de eje de reemplazo. Los motores diésel y de gasolina de mayor capacidad están inclinados lo más atrás posible en el compartimiento del motor, en un esfuerzo por colocar el mayor peso posible detrás de la línea del eje delantero, reduciendo también el centro de gravedad, al tiempo que mejora la distribución del peso y minimiza el subviraje.
El ZX es un hatchback con motor transversal y tracción delantera, Se ofreció en su lanzamiento con cuatro niveles de equipamiento (Reflex, Avantage, Aura y Volcane) y cuatro motores de gasolina: 1.1 litros (60 CV); 1.4 litros (75 CV); 1.6 litros (89 CV); 1.9 litros (130 CV) reservado para el Volcane y posteriormente reemplazado por un motor de 2 litros con 123 CV.
Un modelo deportivo especial, el ZX coupé 16v 2.0 gasolina (16 válvulas) de 155 CV y posteriormente 150 CV, completa la gama. Este motor estrena el sistema ACAV (admisión con características acústicas variables), que favorece el par a bajas revoluciones, un punto débil de los motores de 4 válvulas por cilindro. En 1997, su potencia se incrementará hasta los 167 CV al abandonar el sistema ACAV.
Las primeras pruebas del ZX publicadas en la prensa especializada elogiaron su maniobrabilidad, su agarre en carretera (el eje trasero autodireccional elimina la inercia del eje trasero en curvas), el confort de la suspensión y su habitabilidad (especialmente en las versiones equipadas con la banqueta trasera deslizante). Sin embargo, estas mismas pruebas deploran el escaso equipamiento de serie y la ausencia de dirección asistida, incluso como opción, en la mayoría de los modelos.
Dos años más tarde, se incorporó un motor diésel de 1.9 litros (71 CV), atmosférico o turboalimentado (92 CV). La versión diésel turboalimentada impresiona por su bajo consumo y su potente aceleración.
Posteriormente, el motor de gasolina 1.8 de 103 CV aparecerá simultáneamente como un nuevo nivel de equipamiento, el ZX Furio, disponible únicamente en versión 3 puertas.
La plataforma del ZX, conocida por su agilidad y comodidad, fue reutilizada como base para el Peugeot 306 en 1993.
En enero de 1994, apareció el familiar ZX, disponible en los niveles de equipamiento Flash, Fugue y Reflex. En julio de 1994 (modelos de 1995), la gama ZX se sometió a una serie de retoques estéticos (capó, parrilla y parachoques modificados) que eliminaron uno de los raros toques de originalidad del modelo: la ausencia de una parrilla con una entrada de aire apenas perfilada al final del capó (en línea con los DS, SM, CX y BX).

## Recepción
En 16 de enero de 1991 fue dado a conocer a la prensa, antes de empezar su comercialización en marzo. Supuso el cuarto modelo de la gama de Citroën en 1991, junto al Citroën AX, Citroën BX y Citroën XM.
Sin embargo, la innovación mecánica no estaba completamente muerta. La suspensión trasera incorporaba un eje trasero autodireccional, el cual capacitaba al ZX para mantener a raya a sus directos rivales. Mientras, todavía se ofrecía la calidad de circulación y rodaje de la que Citroën es característica.

## Características
Las tres carrocerías existentes en Europa son dos volúmenes (hatchback) de tres y cinco puertas y familiar de cinco puertas, esta última denominada comercialmente Break y añadida a la gama en 1993. El espacio interior estaba muy aprovechado y la relación entre el coste y las características era muy buena, siendo sus mayores puntos a favor.
Contaba con determinados elementos de serie muy novedosos entonces, como cierre centralizado, dirección asistida, elevalunas eléctricos, aire acondicionado, espejo derecho eléctrico, airbag (introducido en 1995), Frenos ABS. El modelo más alto de la gama (Volcane) disponía como opción asientos y espejos retrovisores calefactables. Destaca el asiento trasero desplazable longitudinalmente, una novedad introducida por Citroën. El ZX fue el primer modelo europeo en incorporarlo.
Como modelo Citroën que es, uno de sus puntos fuertes se halla en la amortiguación. Posee un eje trasero autodireccional, anclado sobre unos tacos de goma, lo que hace que sea flotante y al tener el apoyo en curva hace que el eje completo gire en el mismo sentido que la dirección, aumentado la velocidad del paso de curva. Este sistema solo funciona a una velocidad determinada, ya que si el vehículo se encuentra estacionado o a una baja velocidad no actúa en su máximo potencial.
Entre los años 1974 y 1997, Peugeot y Citroën, miembros del Groupe PSA, se vieron obligados a compartir muchas piezas para fabricar sus coches (motores, plataformas, carrocerías enteras, etc) como por ejemplo el Citroën LNA. En 1993 fue reutilizado el chasis, además de muchos otros componentes del ZX, para el Citroën Xsara.
En 1997 las ventas del ZX comenzaron a bajar y el modelo se empezaba a quedar obsoleto en comparación con sus próximos rivales, por lo que Citroën decidió que había llegado la hora de que fuera reemplazado. Su sucesor era el Citroën Xsara, modelo con el cual compartía chasis, motorizaciones y plataforma con el ZX pero incluía una nueva carrocería y su diseño interior era mucho más moderno. Por ello se le cambió el nombre y porque Citroën había suprimido la línea llevada a cabo durante los años 1970 y 1980 que bautizaba a todos sus modelos mediante combinaciones de dos letras (AX, BX, CX, etc) La producción del Citroën ZX se paralizó en Europa definitivamente en 1998.

## Motorizaciones
| Periodo                        | 1991-1997                               | 1991-1994             | 1991-1994                               | 1994-1998                                | 1991-1994                  | 1994-1998                                | 1992-1998                                         | 1996-1998                                 | 1991-1992                   | 1991-1992                                | 1992-1997                                         | 1992-1994                                 | 1994-1996                                 | 1996-1997                                 |           |
| Tipo de motor                  | L4 8v, inyección monopunto, catalizador | L4 8v, carburación    | L4 8v, inyección monopunto, catalizador | L4 8v, inyección multipunto, catalizador | L4 8v, inyección monopunto | L4 8v, inyección multipunto, catalizador | L4 8v, inyección multipunto, catalizador          | L4 16v, inyección multipunto, catalizador | L4 8v, inyección multipunto | L4 8v, inyección multipunto, catalizador | L4 8v, inyección multipunto, catalizador          | L4 16v, inyección multipunto, catalizador | L4 16v, inyección multipunto, catalizador | L4 16v, inyección multipunto, catalizador |           |
| Identificación del motor       | TU1 M/Z (HDZ)                           | TU3 2/K               | TU3 M/Z (KDX)                           | TU3 JP (KFX)                             | XU5 M/4Z/K (BDY)           | XU5 JP/Z (BFZ)                           | XU7 JP/Z (LFZ)                                    | XU7 JP4 (LFY)                             | XU9 JA (D6D)                | XU9 JA (DKZ)                             | XU10 J2C/Z (RFX)                                  | XU10 J4D/Z (RFY)                          | XU10 J4D/Z (RFT)                          | XU10 J4RS (RFS)                           |           |
| Diámetro x carrera             | 72.0 mm x 69.0 mm                       | 75.0 mm x 77.0 mm     | 75.0 mm x 77.0 mm                       | 75.0 mm x 77.0 mm                        | 83.0 mm x 73.0 mm          | 83.0 mm x 73.0 mm                        | 83.0 mm x 81.4 mm                                 | 83.0 mm x 81.4 mm                         | 83.0 mm x 88.0 mm           | 83.0 mm x 88.0 mm                        | 86.0 mm x 86.0 mm                                 | 86.0 mm x 86.0 mm                         | 86.0 mm x 86.0 mm                         | 86.0 mm x 86.0 mm                         |           |
| Cilindrada                     | 1124 cm³                                | 1360 cm³              | 1360 cm³                                | 1360 cm³                                 | 1580 cm³                   | 1580 cm³                                 | 1761 cm³                                          | 1761 cm³                                  | 1905 cm³                    | 1905 cm³                                 | 1998 cm³                                          | 1998 cm³                                  | 1998 cm³                                  | 1998 cm³                                  |           |
| Relación de compresión         | 9.4: 1                                  | 9.3: 1                | 9.3: 1                                  | 9.3: 1                                   | 8.95: 1                    | 9.25: 1                                  | 9.25: 1                                           | 10.4: 1                                   | 9.2: 1                      | 9.2: 1                                   | 9.5: 1                                            | 10.4: 1                                   | 10.4: 1                                   | 10.8: 1                                   |           |
| Potencia máxima: CV (kW) @ rpm | 60 CV (44 kW) @ 6200                    | 75 CV (55 kW) @ 5800  | 75 CV (55 kW) @ 6200                    | 75 CV (55 kW) @ 5800                     | 88 CV (65 kW) @ 6400       | 88 CV (65 kW) @ 6000                     | 101 CV (74 kW) @ 6000                             | 110 CV (81 kW) @ 5500                     | 130 CV (96 kW) @ 6000       | 122 CV (90 kW) @ 6000                    | 121 CV (89 kW) @ 5750                             | 152 CV (112 kW) @ 6500                    | 150 CV (110 kW) @ 6500                    | 163 CV (120 kW) @ 6500                    |           |
| Par máximo: Nm @ rpm           | 88 Nm @ 3800                            | 116 Nm @ 3800         | 111 Nm @ 4000                           | 113 Nm @ 3400                            | 132 Nm @ 3000              | 132 Nm @ 2600                            | 153 Nm @ 3000                                     | 155 Nm @ 4250                             | 160 Nm @ 3250               | 153 Nm @ 3000                            | 176 Nm @ 2750                                     | 183 Nm @ 3500                             | 183 Nm @ 3500                             | 193 Nm @ 5500                             |           |
| Tracción                       | Delantera                               | Delantera             | Delantera                               | Delantera                                | Delantera                  | Delantera                                | Delantera                                         | Delantera                                 | Delantera                   | Delantera                                | Delantera                                         | Delantera                                 | Delantera                                 | Delantera                                 | Delantera |
| Transmisión                    | Manual, 5 velocidades                   | Manual, 5 velocidades | Manual, 5 velocidades                   | Manual, 5 velocidades                    | Manual, 5 velocidades      | Manual, 5 velocidades                    | Manual, 5 velocidades / Automática, 4 velocidades | Manual, 5 velocidades                     | Manual, 5 velocidades       | Manual, 5 velocidades                    | Manual, 5 velocidades / Automática, 4 velocidades | Manual, 5 velocidades                     | Manual, 5 velocidades                     | Manual, 5 velocidades                     |           |
| Aceleración (0-100 km/h)       | 16.8 s                                  | 13.7 s                | 13.7 s                                  | 13.7 s                                   | 13.5 s                     | 13.1 s                                   | 11.3 s                                            | 10.5 s                                    | 9.5 s                       | 9.5 s                                    | 10.2 s                                            | 9.4 s                                     | 9.4 s                                     | 8.5 s                                     |           |
| Velocidad máxima               | 161 km/h                                | 172 km/h              | 172 km/h                                | 172 km/h                                 | 181 km/h                   | 177 km/h                                 | 188 km/h                                          | 195 km/h                                  | 205 km/h                    | 201 km/h                                 | 201 km/h                                          | 220 km/h                                  | 220 km/h                                  | 219 km/h                                  |           |
| Consumo combinado (L/100 km/h) | 6.8                                     | 6.8                   | 6.8                                     | 7.1                                      | 7.1                        | 7.2                                      | 6.9                                               | 7.4                                       | 7.8                         | 7.8                                      | 7.8                                               | 7.8                                       | 7.8                                       | 8.1                                       |           |

| Periodo                        | 1993-1997             | 1991-1993             | 1993-1998                                         | 1992-1994                 | 1993-1998                 |           |           |           |
| Tipo de motor                  | L4 8v                 | L4 8v                 | L4 8v                                             | L4 8v, turbo, intercooler | L4 8v, turbo, intercooler |           |           |           |
| Identificación del motor       | XUD7 /Z (161A)        | XUD9 Y (DJZ)          | XUD9 A (DJY)                                      | XUD9 TE/L (D8B)           | XUD9 TE/Y (DHY)           |           |           |           |
| Diámetro x carrera             | 80.0 mm X 88.0 mm     | 83.0 mm x 88.0 mm     | 83.0 mm x 88.0 mm                                 | 83.0 mm x 88.0 mm         | 83.0 mm x 88.0 mm         |           |           |           |
| Cilindrada                     | 1769 cm³              | 1905 cm³              | 1905 cm³                                          | 1905 cm³                  | 1905 cm³                  |           |           |           |
| Relación de compresión         | 23.0: 1               | 23.0: 1               | 23.0: 1                                           | 21.8: 1                   | 21.8: 1                   | 21.8: 1   |           |           |
| Potencia máxima: CV (kW) @ rpm | 60 CV (44 kW) @ 4600  | 64 CV (47 kW) @ 4600  | 68 CV (50 kW) @ 4600                              | 92 CV (68 kW) @ 4000      | 90 CV (66 kW) @ 4000      |           |           |           |
| Par máximo: Nm @ rpm           | 110 Nm @ 2000         | 120 Nm @ 2000         | 120 Nm @ 2000                                     | 196 Nm @ 2250             | 196 Nm @ 2250             |           |           |           |
| Tracción                       | Delantera             | Delantera             | Delantera                                         | Delantera                 | Delantera                 | Delantera | Delantera | Delantera |
| Transmisión                    | Manual, 5 velocidades | Manual, 5 velocidades | Manual, 5 velocidades / Automática, 4 velocidades | Manual, 5 velocidades     | Manual, 5 velocidades     |           |           |           |
| Aceleración 0–100 km/h         | 19.9 s                | 18.5 s                | 16.7 s                                            | 12.0 s                    | 12.0 s                    |           |           |           |
| Velocidad máxima               | 157 km/h              | 161 km/h              | 165 km/h                                          | 185 km/h                  | 183 km/h                  |           |           |           |
| Consumo combinado (L/100 km/h) | 5.9                   | 5.9                   | 6.4                                               | 6.2                       | 6.5                       |           |           |           |

## El ZX en China
El ZX se produce en China, en una versión de 5 puertas y en una nueva versión de 4 puertas, reservada para el mercado local. Entre 1992 y 2003, se vendió allí bajo el nombre de Citroën Fukang. En 2002, la versión de 4 puertas se sometió a una renovación y pasó a llamarse Citroën Elysée, mientras que la versión hatchback continuó su trayectoria. En 2008, el Élysée y el Fukang de 5 puertas recibieron nuevas modificaciones y pasaron a llamarse Citroën C-Élysée. El C-Élysée se beneficia de un frontal y una trasera rediseñados y un salpicadero inspirado en el Citroën Xsara. Finalmente, en la primavera de 2012, el C-Élysée recibió modificaciones menores. El C-Élysée fue reemplazado a finales de 2013 por una segunda generación casi idéntica al Peugeot 301, todavía fabricado en Wuhan por Dongfeng Peugeot-Citroën Automobiles.

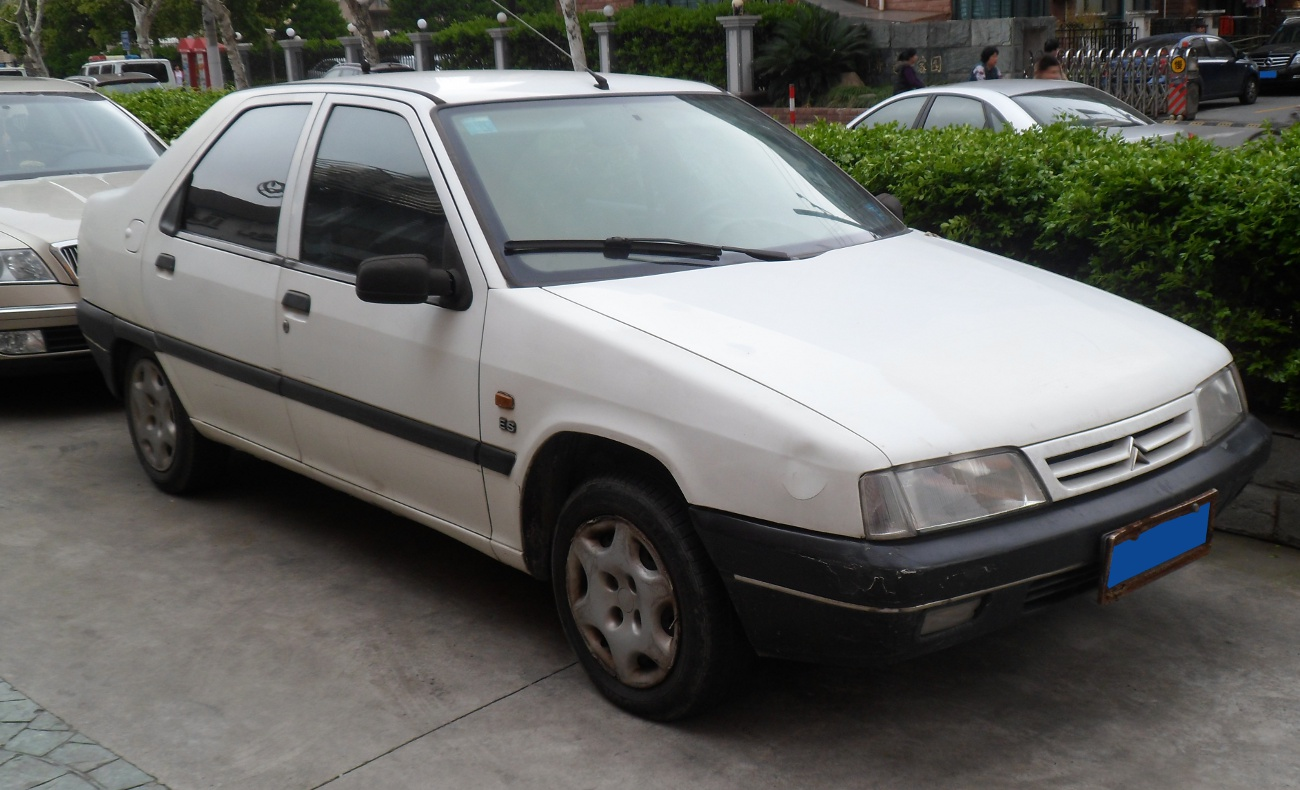
Citroën Fukang 4p
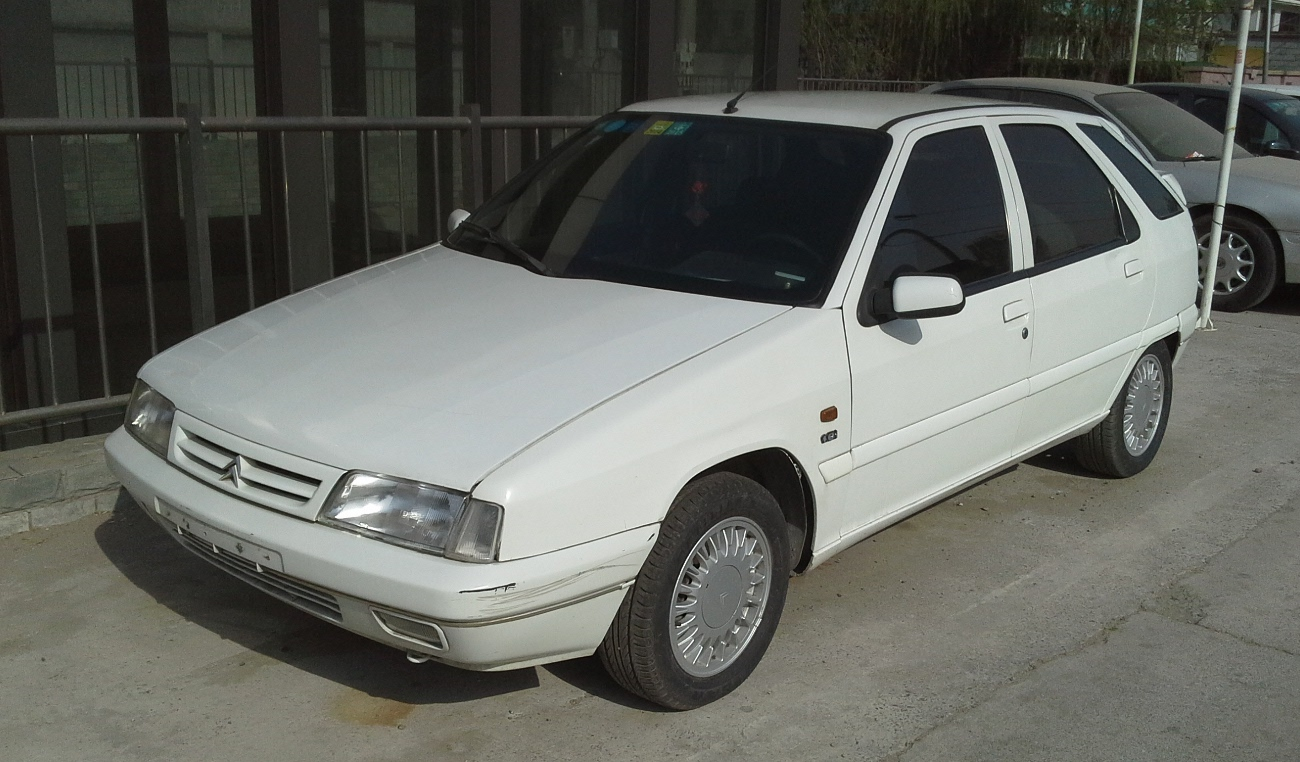
Citroën Fukang 5p
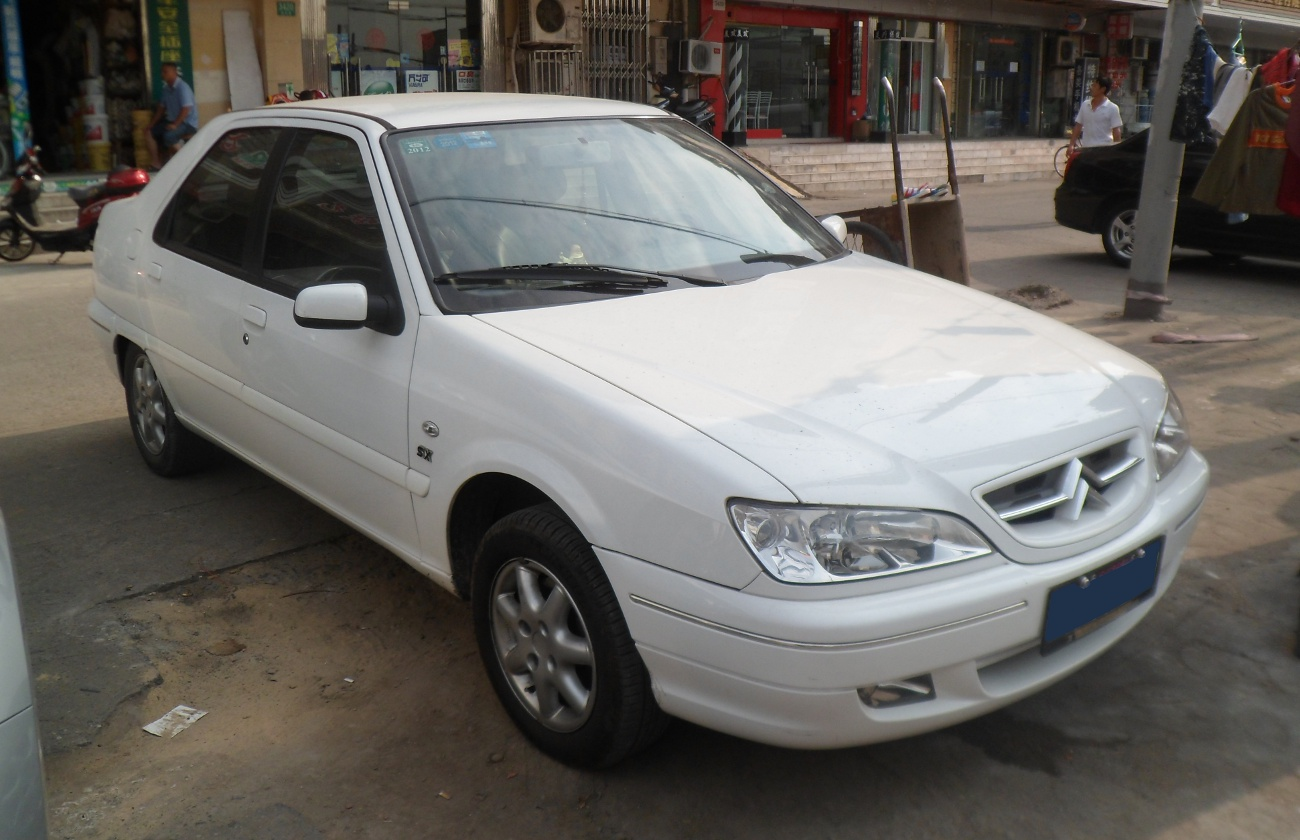
Citroën Elysée

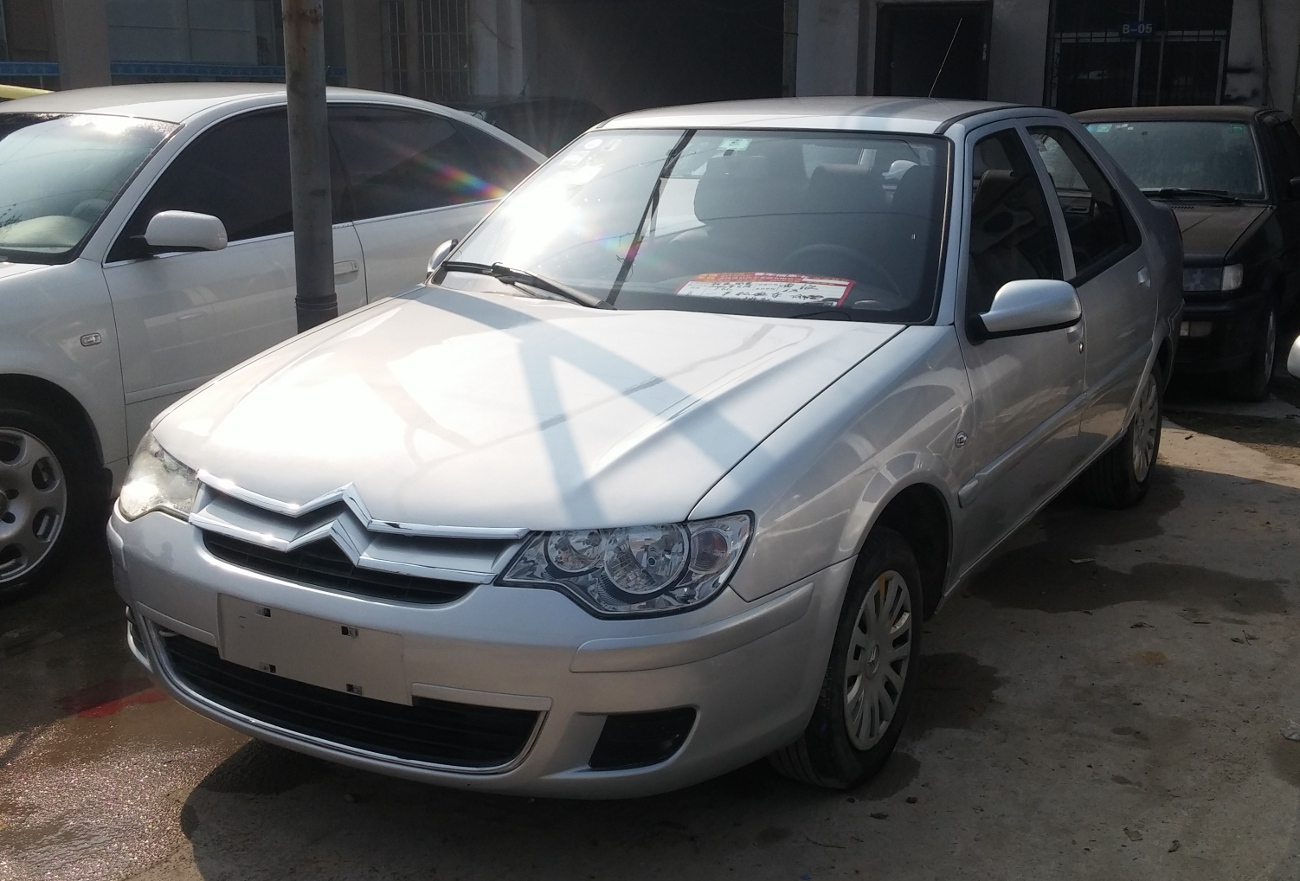
Citroën C-Elysée 4p
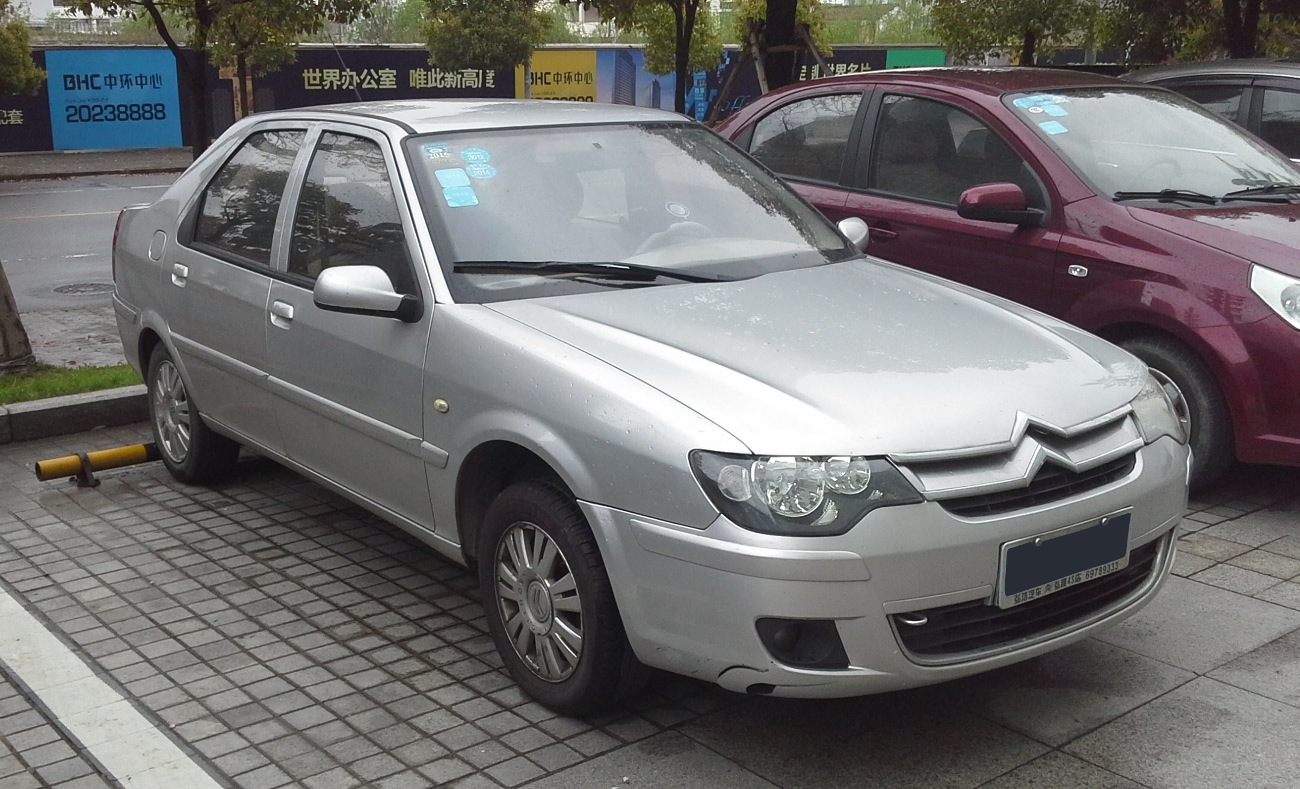
Citroën C-Elysée 4p fase 2
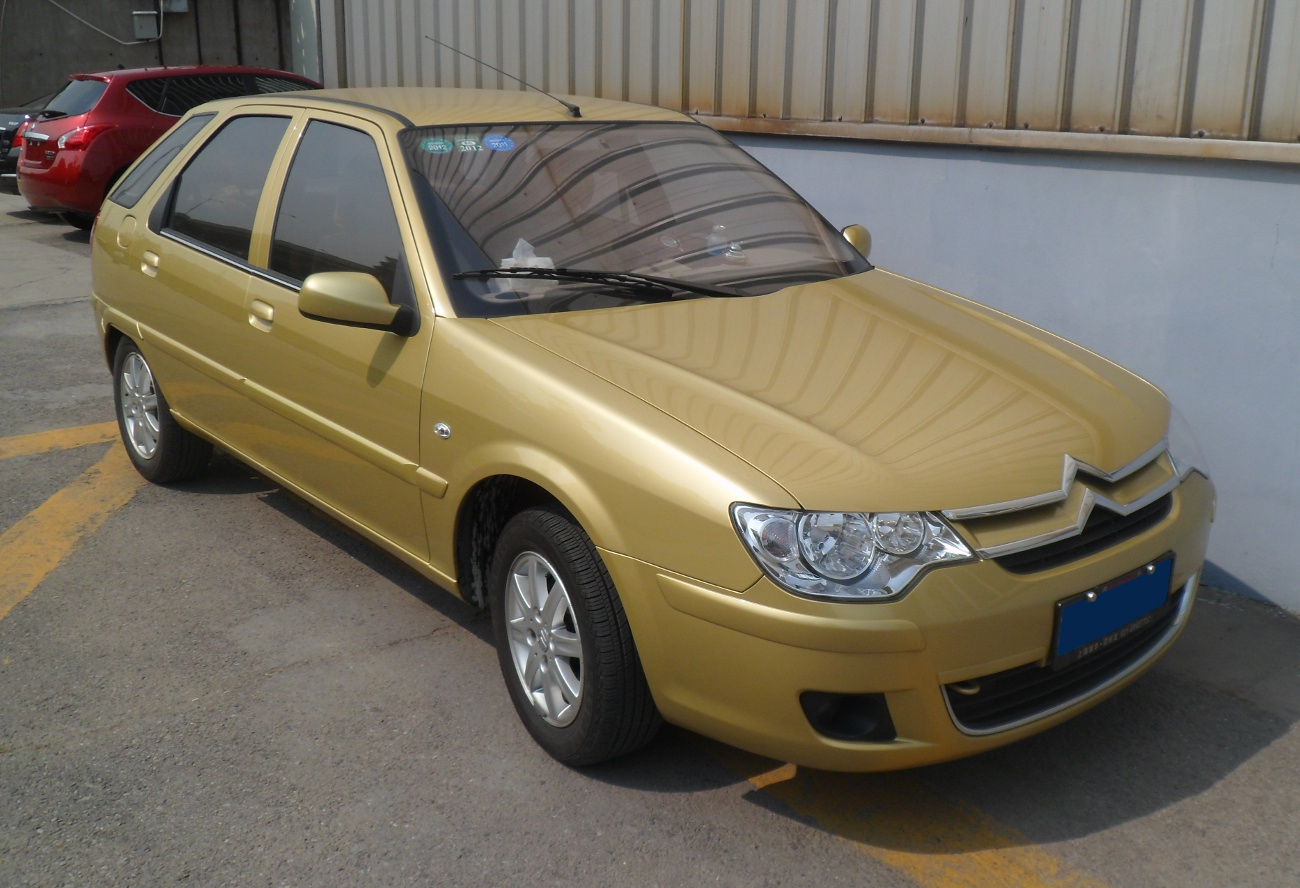
Citroën C-Elysée 5p

## Otras versiones

### Fukang 988

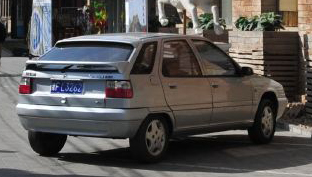
Fukang 988, versión china del ZX.

El ZX también se construyó en China, donde su nombre era Fukang 988, y había algunas variaciones con respecto a la versión europea. Tenía un mayor número de acabados interiores, en varios colores (en Europa solo lo había en negro) y algunos elementos como los faros delanteros son más modernos, con las ópticas más evolucionadas y transparentes en lugar de rayados. También ocurre algo similar con los pilotos traseros 988.
En China existen dos carrocerías más, además de las hatchback y familiar: un sedán de cuatro puertas y una furgoneta de carga. Incluso se llegó a diseñar una versión descapotable del Fukang.

### Citroën Elysée /C-Elysée
También en China surge el Citroën Elysée basado en el ZX que más adelante cambia el nombre por Citroën C-Elysée.

## El ZX en competición
El coche ganó el Rally París-Dakar en cuatro ocasiones: en 1991 con Ari Vatanen y en 1994, 1995 y 1996 con Pierre Lartigue, consiguiendo un total de 59 victorias de etapa.
También ganó cinco títulos de la Copa del Mundo de Rally Cross-Country de la FIA: cuatro con Pierre Lartigue entre 1993 y 1996 y uno con Ari Vatanen en 1997.
En cuanto a rallycross, el ZX 16V Turbo, en manos de Kenneth Hansen (rallycross), se alzó con dos títulos del Campeonato Europeo de Rallycross de la FIA, en 1994 y 1996.

El ZX Kit Car, un coche de rally atmosférico con tracción delantera y construido según las normas de la F2, ganó el Campeonato de España de Rally de 1997 gracias a Jesús Puras.

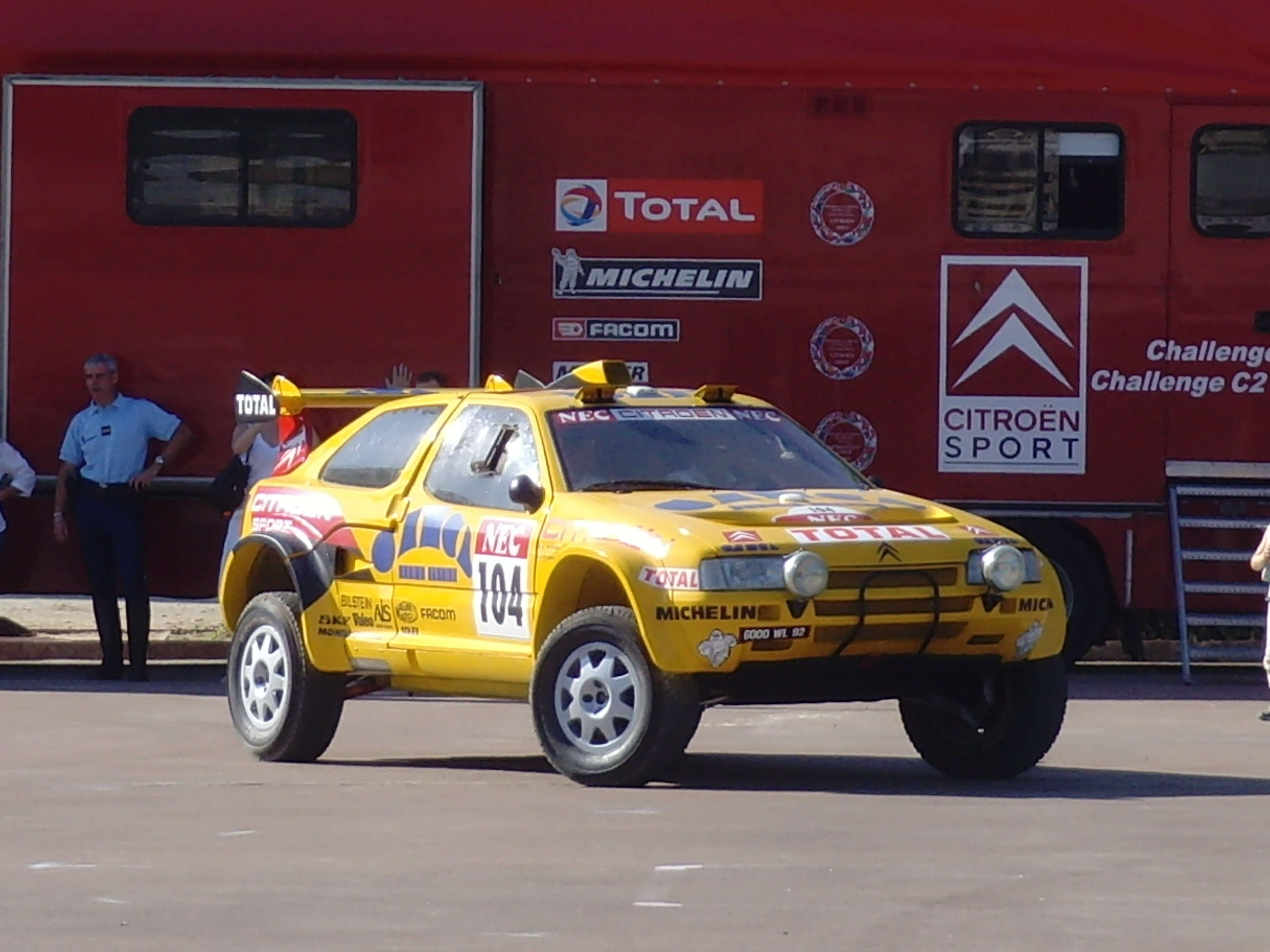
Citroën ZX Rallye-Raid 1991
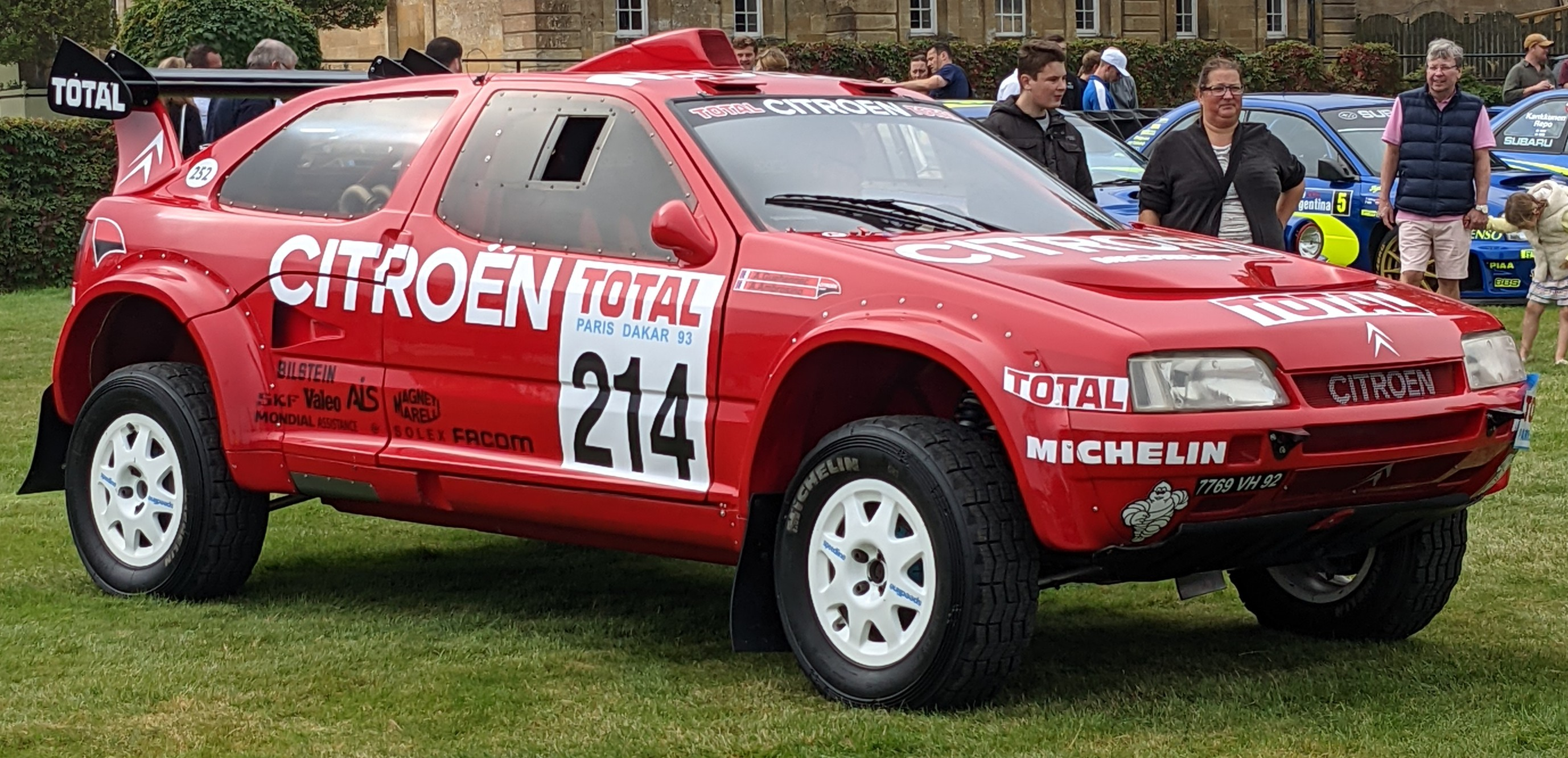
Citroën ZX Rallye-Raid 1993
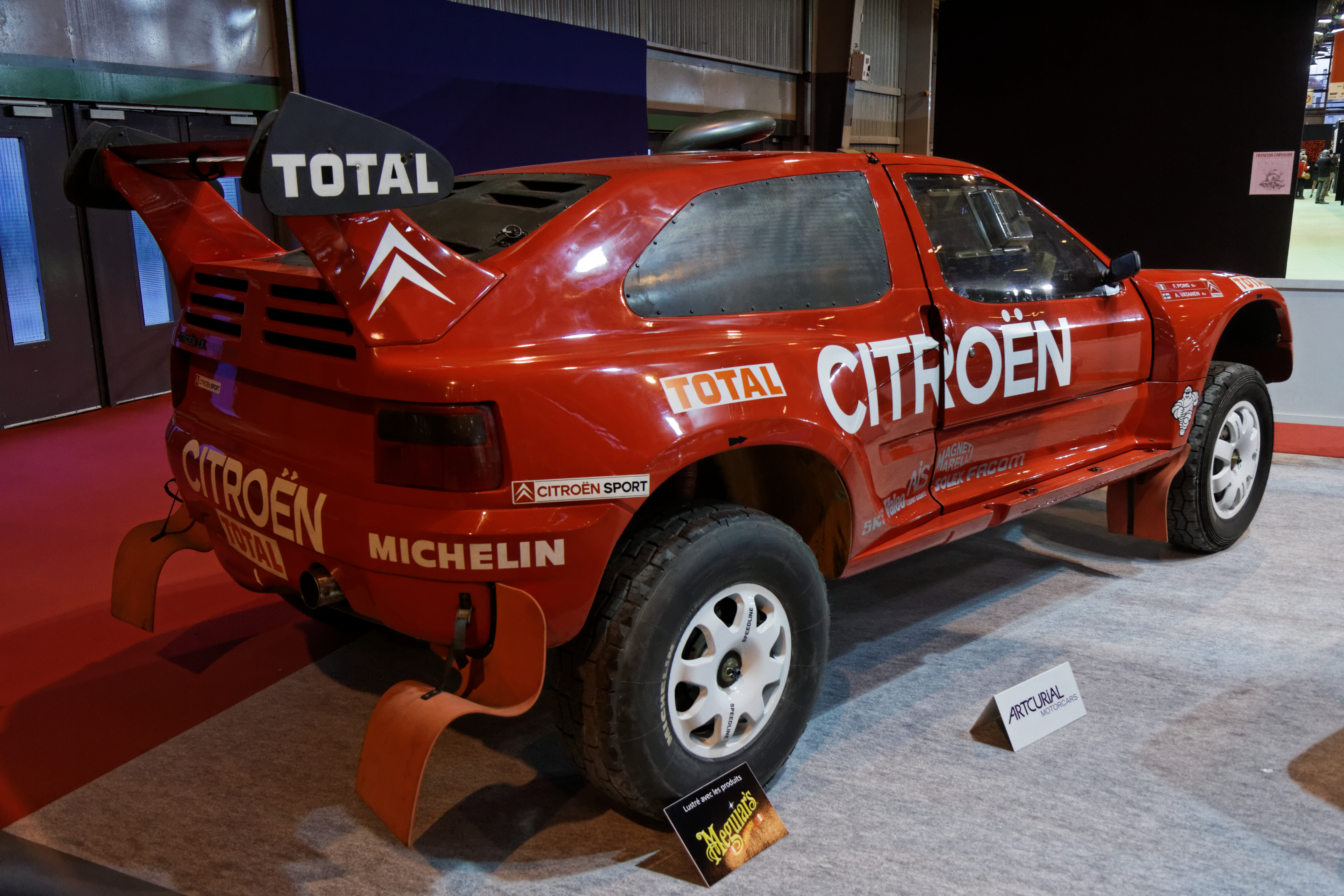
Citroën ZX Rallye-Raid 1994
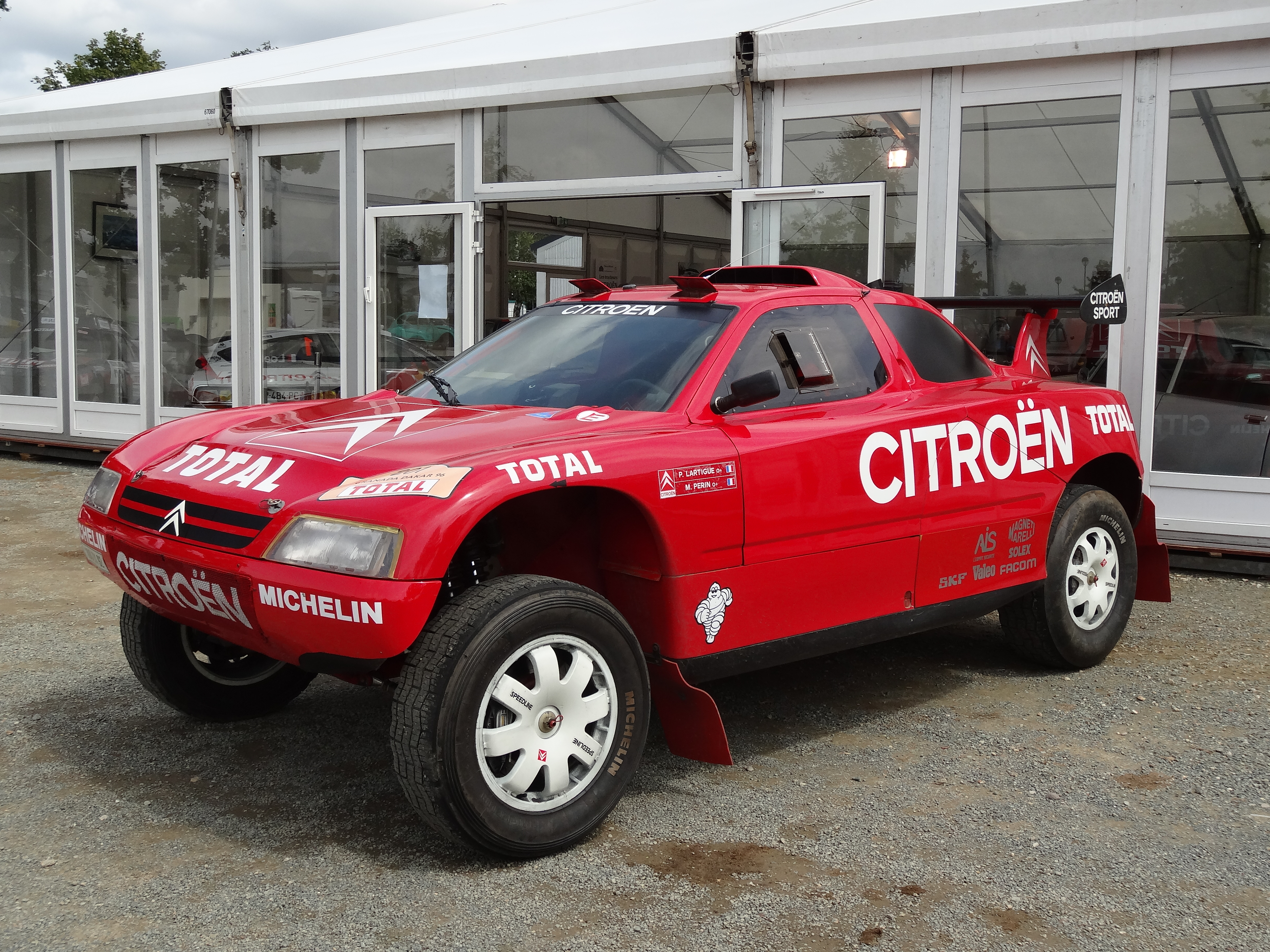
Citroën ZX Rallye-Raid 1995